# Rasmus Falk
Rasmus Falk Jensen (født 15. januar 1992) er en dansk professionel fodboldspiller, der spiller som midtbanespiller for Odense Boldklub.

## Klubkarriere
Rasmus Falk startede sin karriere i Middelfart G & BK, hvorfra han som 13-årig skriftede til OB bl.a. sammen med Christian Eriksen i 2005. I 2016 skiftede han til storklubben F.C. København, hvor han nåede at spille 339 kampe. I 2025 vendte han tilbage til OB på en transfer og har underskrevet en kontrakt, der løber frem til 2028.[kilde mangler]

### Odense Boldklub
Rasmus Falk var med på OB's U16-hold, der blev Danmarksmester i 2007. I 2009 underskrev Rasmus Falk en fuldtidskontrakt med Odense Boldklub med en tilvænningsperiode på 2. divisionsholdet, og fra sommeren 2010 blev han faste del af førsteholdstruppen.
I maj 2010 fik han sin debut for Odense Boldklub i Superligaen i en kamp mod AGF. I december 2010 spillede Falk sin første europæiske kamp, da han blev skiftet ind i en Europa League-kamp mod VfB Stuttgart, og i forårets første kamp i 2011 var han den direkte årsag til 2 OB-scoringer i en kamp mod Lyngby Boldklub. 1. april 2011 forlængede Rasmus Falk sin kontrakt med OB, så den går frem til 30. juni 2015.
I december 2012 forlængede Rasmus Falk sin kontrakt til den 30. juni 2016. I januar 2016 blev det annonceret, at han ved udløb af kontrakten skiftede til F.C. København.

### F.C. København
I sommeren 2016 skiftede Falk til FCK, hvor han fik debut i en udekamp mod nordirske Crusaders F.C. F.C. København vandt 3-0 på mål af blandt andet Falk.
I december 2020 blev kontrakten forlænget til sommeren 2025. Kontrakten blev senere forlænget til udløb i sommeren 2027.
I sommerpausen 2025 blev kontrakten ophævet, og Falk indgik herefter kontrakt med OB. 
Rasmus Falk opnåede for FCK 339 kampe (29 mål), heraf 236 (21 mål) superliga, 20 (1 mål) pokal og 83 (7 mål) europæiske kampe, og han er derved nr. 2 på listen over de spillere, der har spillet flest kampe for FCK, kun overgået af William Kvist (425 kampe).

### OB, andet ophold
Falk skrev i sommeren 2025 kontrakt med OB gældende til sommeren 2028.

## Landsholdskarriere
Som ungdomsspiller spillede Falk på diverse ungdomslandshold.
Falk debuterede for det danske A-landshold den 6. september 2013 i en VM-kvalifikationskamp mod Malta, hvor hvor han spillede første halvleg i 2-1 sejren. Syv år senere spillede Falk sin anden landskamp, da han den 8. september 2020 blev skiftet ind i det 76. minut i Parken, hvor Danmark spillede 0-0 mod England.

## Hæder

### Individuelt
- Månedens Superligaspiller, juli 2016[10]